# Anita Borg
Pour les articles homonymes, voir Borg.
Anita Borg (née Anita Borg Naffz le 17 janvier 1949 à Chicago – morte le 6 avril 2003) est une informaticienne américaine. Elle a notamment travaillé pour des compagnies telles Digital Equipment Corporation et Xerox. Elle a également fondé la Grace Hopper Celebration of Women in Computing (en) et l'Institut Anita Borg.

## Jeunesse
Anita Borg Naffz naît le 17 janvier 1949 à Chicago, Illinois. Elle grandit à Palatine (Illinois), Kaneohe (Hawaï) et Mukilteo (Washington).

## Carrière
Bien qu'au cours de sa jeunesse elle aime les mathématiques, Anita Borg n'envisage pas de travailler en informatique. Elle apprend la programmation par elle-même alors qu'elle travaille dans une petite compagnie d'assurance. En 1969, Borg décroche un premier emploi de programmeuse.
Elle obtient son doctorat en informatique de l'université de New York en 1981. Sa thèse porte sur l'efficacité de la synchronisation des systèmes d'exploitation. Par la suite, Borg travaille quatre ans à construire un système d'exploitation tolérant aux pannes basé sur Unix, d'abord pour la compagnie Auragen Systems Corp. du New Jersey, puis pour Nixdorf Computer en Allemagne.
En 1986, Borg commence à travailler pour Digital Equipment Corporation (DEC). Elle y passe 12 ans, d'abord au Western Research Laboratory. Elle y crée un système permettant d'analyser et de concevoir des systèmes mémoriels à haute vitesse. En 1987, elle crée la liste de diffusion Systers. Cela l'amène à travailler sur la communication par courriel.
Ingénieur-consultante pour le Network Systems Laboratory dirigé par Brian Reid (en), Borg développe MECCA, un système automatique centralisé de communication par listes de diffusion de courriels permettant de communiquer avec une communauté virtuelle.
En 1994, elle fonde la Grace Hopper Celebration of Women in Computing.
En 1997, Borg quitte DEC et travaille comme chercheuse au bureau du directeur de la technologie du Xerox PARC,. Peu après son arrivée chez Xerox, elle fonde l'Institute for Women and Technology, qui deviendra plus tard l'Anita Borg Institute for Women and Technology.

## Héritage
En 1999, Anita Borg reçoit un diagnostic de tumeur au cerveau. Elle continue à diriger l'Institute for Women and Technology jusqu'en 2002. Elle meurt le 6 avril 2003 à Sonoma (Californie).
La même année, l'Institute for Women and Technology est renommé l'Anita Borg Institute for Women and Technology en l'honneur de Borg. Plusieurs prix seront nommés en son honneur, tels le Anita Borg Social Impact Award, le Anita Borg Technical Leadership Award et le Anita Borg Top Company for Technical Women Award. La UNSW School of Computer Science and Engineering (en) remet également un Anita Borg Prize.